# 127 годин
«127 годин» (англ. 127 Hours) — художній фільм режисера Денні Бойла та сценариста Саймона Бофоя, які раніше працювали разом над фільмом «Мільйонер із нетрів». Картина вийшла на кіноекрани США 12 листопада 2010 року.

## Сюжет
У фільмі розповідається справжня історія альпініста Арона Ралстона, який у 2003 році пролежав у горах, притиснений до скал кругляком, майже п'ять днів. Щоб звільнитися, він сам собі ампутував руку.

## У фільмі знімались
| У ролях       |  | Персонаж           |
| ------------- |  | ------------------ |
| Джеймс Франко |  | Арон Ралстон       |
| Кейт Мара     |  | Крісті             |
| Ембер Темблін |  | Меган              |
| Клеманс Поезі |  | Рена, кохана Арона |
| Ліззі Каплан  |  | Соня, сестра Арона |
| Кейт Бартон   |  | мати Арона         |
| Тріт Вільямс  |  | батько Арона       |

## Відгуки
Фільм високо оцінений критиками. На Rotten Tomatoes фільм мав 93 % позитивних рецензій зі 163. На Metacritic — 82 бали зі 100 на основі 38 оглядів. Роджер Еберт дав фільму найвищу оцінку — 4 зірки.

## Нагороди
- Шість номінацій на премію «Оскар»: найкращий фільм (Крістіан Коулсон, Денні Бойл, Джон Смітсон), найкращий адаптований сценарій (Денні Бойл, Саймон Бьюфой), найкраща чоловіча роль (Джеймс Франко), найкращий монтаж (Джон Харріс), найкраща оригінальна музика до фільму (Алла Ракха Рахман), найкраща оригінальна пісня («If I Rise», автори — Алла Ракха Рахман і Роланд Армстронг, виконавець — Dido)
- Вісім номінацій на премію BAFTA: нагорода імені Олександра Корди за найкращий британський фільм року, нагорода імені Девіда Ліна за режисуру (Денні Бойл), найкращий адаптований сценарій (Денні Бойл, Саймон Бьюфой), найкраща чоловіча роль (Джеймс Франко), найкраща операторська робота (Ентоні Дод Ментл, Енріке Чедьяк), найкращий монтаж (Джон Харріс), нагорода імені Ентоні Есквіта за музику до фільму (Алла Ракха Рахман), найкращий звук (Гленн Фрімантл)
- Три номінації на премію «Золотий глобус»: найкращий сценарій (Денні Бойл, Саймон Бьюфой), найкраща чоловіча роль у драмі (Джеймс Франко), найкраща оригінальна музика (Алла Ракха Рахман)
- Премія «Незалежний дух» за найкращу чоловічу роль (Джеймс Франко)
- Дві номінації на премію «Незалежний дух»: найкращий фільм і найкращий режисер (Денні Бойл)
- Номінація на премію Гільдії кіноакторів США за найкращу чоловічу роль (Джеймс Франко)
- Номінація на премію Гільдії сценаристів США за найкращий адаптований сценарій (Денні Бойл, Саймон Бьюфой)